# While She Sleeps
I While She Sleeps sono una band britannica metalcore, formatasi a Sheffield nel 2006.

## Storia del gruppo
I While She Sleeps nascono nel 2006 a Sheffield. La prima formazione era composta da Jordan Widdowson e Allan Worrall alla voce, dal batterista Adam Savage, dal bassista Aaran Mckenzie e dai chitarristi Mat Welsh e Sean Long. Nel 2009 Widdowson e Worrall lasciano la band per problemi personali e vengono sostituiti da Lawrence Taylor.
Nel 2010 la Small Town Records pubblica The North Stands for Nothing, il primo EP degli inglesi. Inoltre la band si accorda con la Good Fight Music per la distribuzione del disco negli Stati Uniti d'America. Nello stesso anno la band comincia un lungo tour partecipando anche al Sonisphere Festival. Grazie a questo i While She Sleeps ottengono una buona popolarità soprattutto nel Regno Unito.
Il 15 marzo 2011 esce il singolo inedito Be(lie)ve, mentre oltre un anno dopo, nell'agosto 2012, esce This Is the Six, supportato da un tour europeo e da uno australiano.
Durante la primavera del 2013 i While She Sleeps partecipano ad un tour nordamericano assieme a Parkway Drive, The Word Alive e Veil of Maya.
Durante il Warped Tour 2014 hanno confermato di avere in programma la pubblicazione di un nuovo album. Questo, intitolato Brainwashed, è stato pubblicato l'anno successivo.
Il 21 aprile 2017 è uscito l'album You Are We.
Il 1 marzo 2019 esce l'album So What?.
La band annuncia che il 16 aprile 2021 uscirà il nuovo album Sleeps Society.

## Formazione

### Formazione attuale
- Lawrence "Loz" Taylor – voce (2009-presente)
- Mat Welsh – chitarra ritmica, voce secondaria, cori, pianoforte (2006-presente)
- Sean Long – chitarra solista, cori (2006-presente)
- Aaran Mckenzie – basso, cori (2006-presente)
- Adam Savage – batteria (2006-presente)

### Ex componenti
- Allan Worrall – voce (2006-2008)
- Jordan Widdowson – voce (2006-2009)

## Discografia

### Album in studio
- 2012 – This Is the Six
- 2015 – Brainwashed
- 2017 – You Are We
- 2019 – So What?
- 2021 – Sleeps Society
- 2024 – Self Hell

### EP
- 2006 – And This Is Just the Start
- 2009 – Split
- 2010 – The North Stands for Nothing